# Богдан Медаковић
Богдан Медаковић (Нови Сад, 11. април 1854 — Беч, 11. мај 1930) био је адвокат и политичар. Био је председник Хрватског сабора у Аустроугарској монархији, од 1906. до 1918. године .

## Биографија
Богдан Медаковић је рођен у Новом Саду 14. маја 1852. године као син Данила Медаковића. После завршетка школовања и стицања титуле доктора правних наука у Бечу са само 21 годином, неко време је радио у суду у Сремској Митровици, а 1879. отворио је самосталну адвокатску канцеларију у Загребу. Политичку каријеру је почео 1883. године када је ушао у Хрватски сабор као заступник изабран у котару Срб. У Сабору се ангажовао у новооснованом Српском самосталном клубу, као његов секретар. Године 1896. изабран је за председника Српске православне црквене општине у Загребу и ту част је обављао до 1909. године. Биран је за посланика на Српском народно-црквеном сабору у Сремским Карловцима.
Залажући се за слогу и политички савез са Хрватима у Аустроугарској монархији, као вођа Српске самосталне странке Богдан Медаковић је активно учествовао у доношењу Задарске резолуције која је резултовала стварањем Хрватско-српске коалиције. Као угледни загребачки адвокат учествовао је у одбрани „велеиздајника“ у процесу који се против 53 Срба водио пред Загребачким судбеним столом. Био је укључен и у одбрану на бечком „велеиздајничком процесу“ против историчара Фридјунга.
Медаковић је 1906. године изабран за председника Хрватског сабора и на тој дужности је остао све до 1918. године. Као председник Сабора био је члан Магнатског дома у Угарском парламенту. Као тадашњи председник Сабора 1918. године прогласио је раскид државно-правних веза са угарском и аустријском царевином што је отворило пут стварању Краљевине СХС.
Богдан Медаковић се истакао и као следбеник Матијевићеве идеје стварања "Привредника“. Као велепоседник и један од најбогатијих и најугледнијих Срба у Монархији био је оснивач и највећи деоничар Српске банке у Загребу, где је имао одлучну реч као њен потпредседник. Преузима лист „Србобран“ 1897, а запажене су и његове активности на оснивању листа „Српско коло“ који је у Загребу излазио до 1903. године.
Медаковић је био одлучан борац у борби за очување црквено-школске аутономије, за слободу говора и за парламентарни систем у тадашњој Хрватској. Залагао се за заједничку борбу с Хрватима за југословенство.
После стварања Краљевине СХС, Медаковић испрва подржава Прибићевића и Југословенску демократску странку, али се, након неслагања са опсегом аграрне реформе, удаљава од странке са још петоро посланика, формира независну посланичку групу и 1920. године прилази Радикалној странци.
У Загребу је на Зрињском тргу 15 саградио једну од најлепших стамбених палата која је оригинално била готово иста као кућа Адам у Будимпешти ( Bródy Sándor  улица број 4).
Његов унук је био академик Дејан Медаковић (1922—2008).